# Paraleiopus sumatranus
Paraleiopus sumatranus är en skalbaggsart som beskrevs av Stefan von Breuning 1956. Paraleiopus sumatranus ingår i släktet Paraleiopus och familjen långhorningar. Inga underarter finns listade i Catalogue of Life.